# Monoclonius
Monoclonius' (que significa "broto único") é um gênero duvidoso de dinossauro ceratopsiano herbívoro encontrado nas camadas do Cretáceo Superior da Formação Judith River em Montana, Estados Unidos, e nas camadas rochosas mais altas da Formação Dinosaur Park em Alberta, Canadá, datado entre 75 e 74,6 milhões de anos atrás.
Monoclonius foi nomeado pela primeira vez por Edward Drinker Cope em 1876. Mais tarde, muita confusão taxonômica foi causada pela descoberta de Centrosaurus, um gênero muito semelhante de ceratopsiano que é conhecido por restos muito melhores. Hoje, acredita-se que espécimes típicos de Monoclonius sejam Centrosaurus juvenis ou subadultos, em muitos casos de outros gêneros. Os espécimes que permanecem sob o nome de Monoclonius são, em sua maioria, muito incompletos ou imaturos para serem correspondidos com segurança a espécimes adultos do mesmo tempo e lugar. Isto é especialmente verdadeiro para a espécie tipo, Monoclonius crassus. Portanto, Monoclonius é frequentemente considerado um nomen dubium agora, aguardando estudos mais aprofundados.

## Descoberta

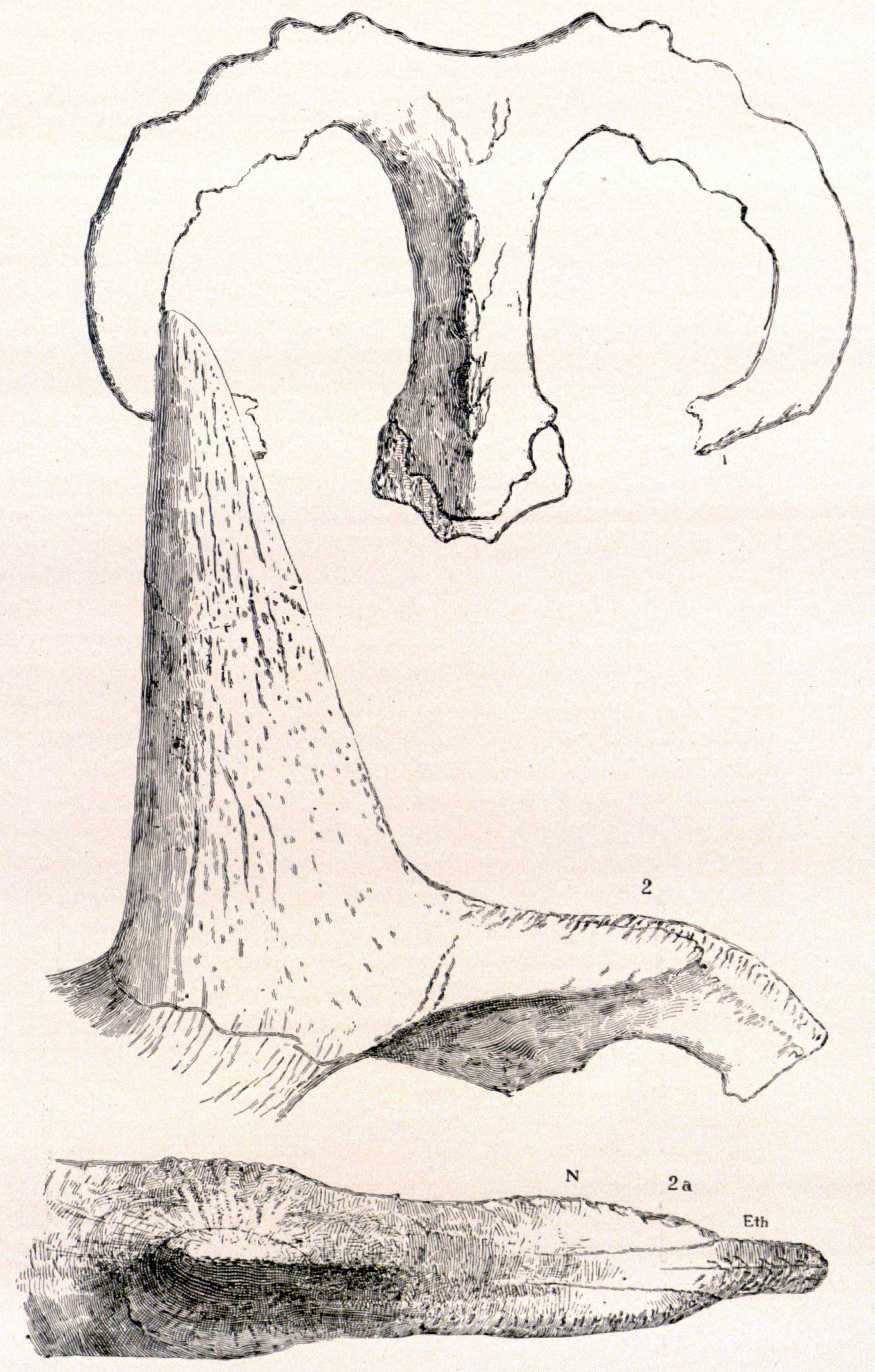
Holótipos de M. crassus e M. sphenocerus

Monoclonius foi o terceiro ceratopsiano nomeado por Edward Drinker Cope, depois de Agathaumas e Polyonax. Vários fósseis foram encontrados por Cope, auxiliado por um jovem Charles Hazelius Sternberg, no verão de 1876 perto do Rio Judith no Condado de Chouteau, Montana, a apenas cerca de 150 km do local da Batalha de Little Bighorn, travada em junho. As descobertas não representavam um único esqueleto, muito menos articulado, mas vieram de diferentes locais. Juntos, eles incluíam elementos da maioria das partes do animal (apenas os pés estavam totalmente ausentes), incluindo a parte da base de um longo chifre nasal, parte do folho do crânio, chifres da testa, três vértebras cervicais fundidas, um sacro, uma cintura escapular, um ílio, um ísquio, dois fêmures, uma tíbia, uma fíbula e partes de um membro anterior. Apenas duas semanas após deixar Montana, Cope descreveu e nomeou apressadamente essas descobertas em 30 de outubro de 1876 como a espécie-tipo Monoclonius crassus. O nome específico significa "o gordo" em latim. Como os ceratopsianos ainda não haviam sido reconhecidos como um grupo distinto, Cope estava incerto sobre grande parte do material fóssil, não reconhecendo o núcleo do chifre nasal, nem os chifres da testa, como parte de um chifre fóssil. O folho do crânio ele interpretou como um episterno, uma parte ossificada do esterno, e os cervicais fundidos ele presumiu serem dorsais anteriores.
Ao contrário do que foi declarado na maioria das publicações científicas populares ou técnicas antes de 1992, o nome Monoclonius não significa "chifre único" ou se refere ao seu chifre nasal único distinto. Na verdade, o gênero foi nomeado antes de ser conhecido por ter sido um dinossauro com chifres, e anteriormente era considerado um "hadrossauro". O nome na verdade significa "broto único", do grego μόνος, monos, "único", e κλωνίον klonion, "broto", em referência à maneira como seus dentes cresceram em comparação com seu parente Diclonius ("broto duplo"), que foi nomeado por Cope no mesmo artigo que Monoclonius. Em Diclonius, o paleontólogo interpretou os fósseis para mostrar duas séries de dentes em uso ao mesmo tempo (um conjunto maduro e um conjunto de substituição brotando), enquanto em Monoclonius, parecia haver apenas um conjunto de dentes em uso como superfície de mastigação a qualquer momento, com dentes de substituição crescendo somente após os dentes maduros terem caído. Esta característica saliente do dente, cujo espécime agora está perdido, quase certamente o impede de ser parte de Centrosaurinae: provavelmente é de fato hadrossauro e foi por engano associado ao resto do material tipo.

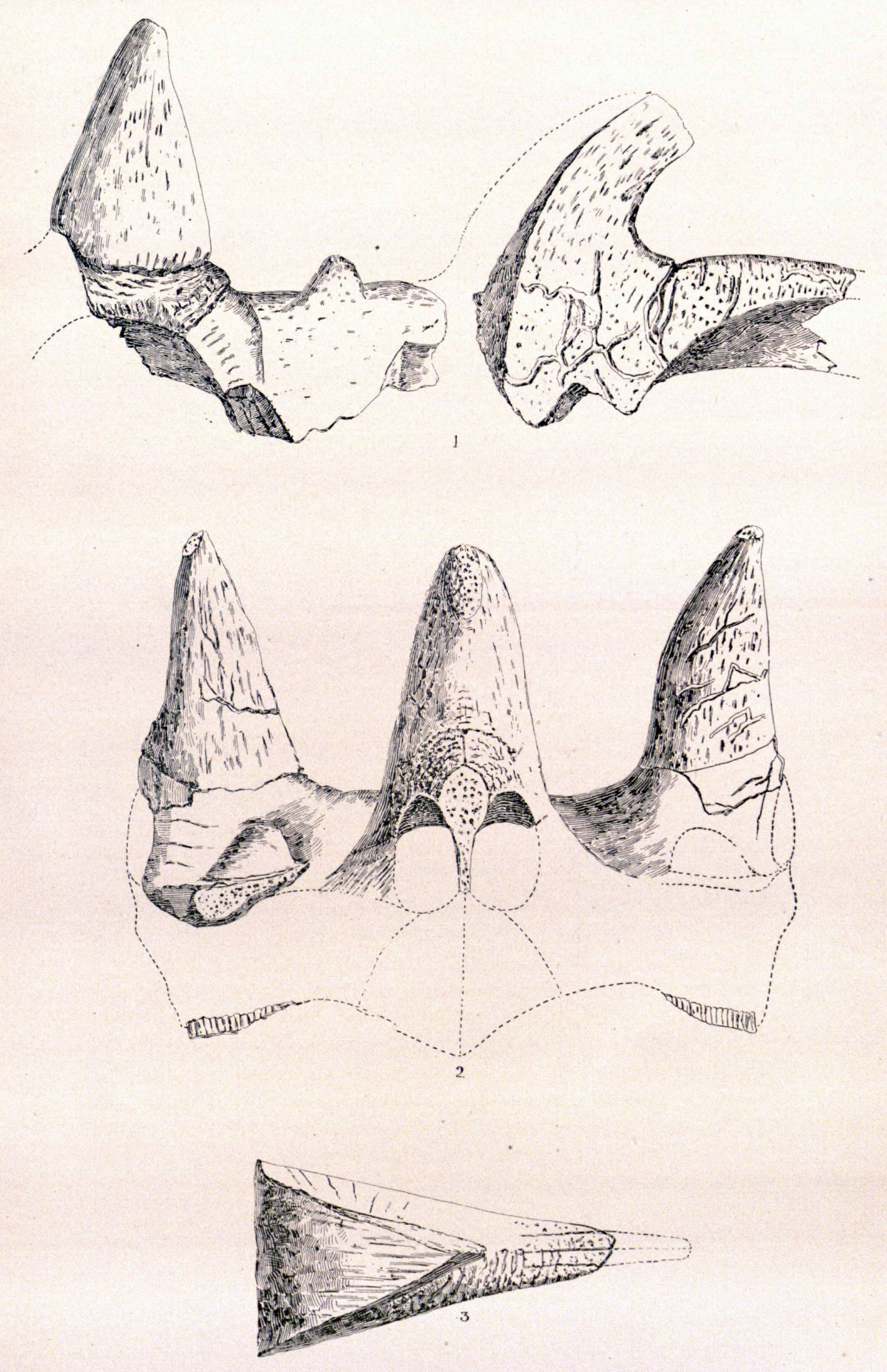
Holótipo de M. recurvicornis

Após a descrição de Triceratops por Othniel Charles Marsh em 1889, Cope reexaminou seu espécime de Monoclonius e percebeu que Triceratops, Monoclonius e Agathaumas representavam um grupo de dinossauros semelhantes. No mesmo ano, ele redescreveu Monoclonius como tendo um grande chifre nasal e dois chifres menores sobre os olhos e um grande babado, do qual o osso parietal foi encontrado com aberturas largas. No mesmo artigo em que Cope examinou M. crassus, ele também nomeou mais três espécies de Monoclonius. A primeira foi Monoclonius recurvicornis, que significa "com um chifre recurvado", com base no espécime AMNH 3999, um núcleo de chifre nasal curto e curvo e dois chifres de sobrancelha, que ele já havia relatado em 1877, mas não associado a M. crassus. O segundo foi Monoclonius sphenocerus, o "cornudo em cunha" do grego σϕηνός, sphènos, "cunha", com base no espécime AMNH 3989, um chifre nasal de 325 milímetros de comprimento, encontrado por Sternberg em 1876 em Cow Island no rio Missouri. A terceira espécie foi Monoclonius fissus, "o fendido", com base no espécime AMNH 3988, um pterigóide que Cope assumiu ser um esquamosal fendido.
Em 1895, por razões financeiras, Cope foi forçado a vender grande parte de sua coleção para o Museu Americano de História Natural. Isso incluía seus espécimes de Monoclonius que, portanto, receberam números de inventário AMNH. Os fósseis de M. crassus foram catalogados como AMNH 3998. Embora John Bell Hatcher tenha sido um dos trabalhadores de Marsh e, portanto, no "Acampamento de Yale" das Guerras dos Ossos, a rivalidade entre Cope e Marsh, após a morte de ambos, ele foi convidado a completar a monografia de Marsh sobre a Ceratopsia também usando o material de Cope. Hatcher era muito crítico dos métodos de coleta de Cope. Segundo ele, Cope raramente identificava espécimes no campo com localizações precisas e frequentemente acabava descrevendo compostos, em vez de indivíduos únicos. Hatcher reexaminou o suposto espécime tipo de M. crassus e concluiu que ele de fato representava vários animais individuais e, portanto, era uma série de síntipos. Portanto, ele selecionou um deles como o lectótipo, o fóssil que leva o nome, e escolheu o parietal esquerdo distintivo, formando a parte dorsal do babado do pescoço. Os vários esquamosais, lados do babado, na coleção não puderam ser associados a este lectótipo e ele não acreditava que o corno orbital de Cope (catalogado sob um número diferente) pertencesse a ele. Esta análise foi eventualmente, depois que Hatcher também faleceu, publicada por Richard Swann Lull em 1907.

### A intrusão deCentrosaurus

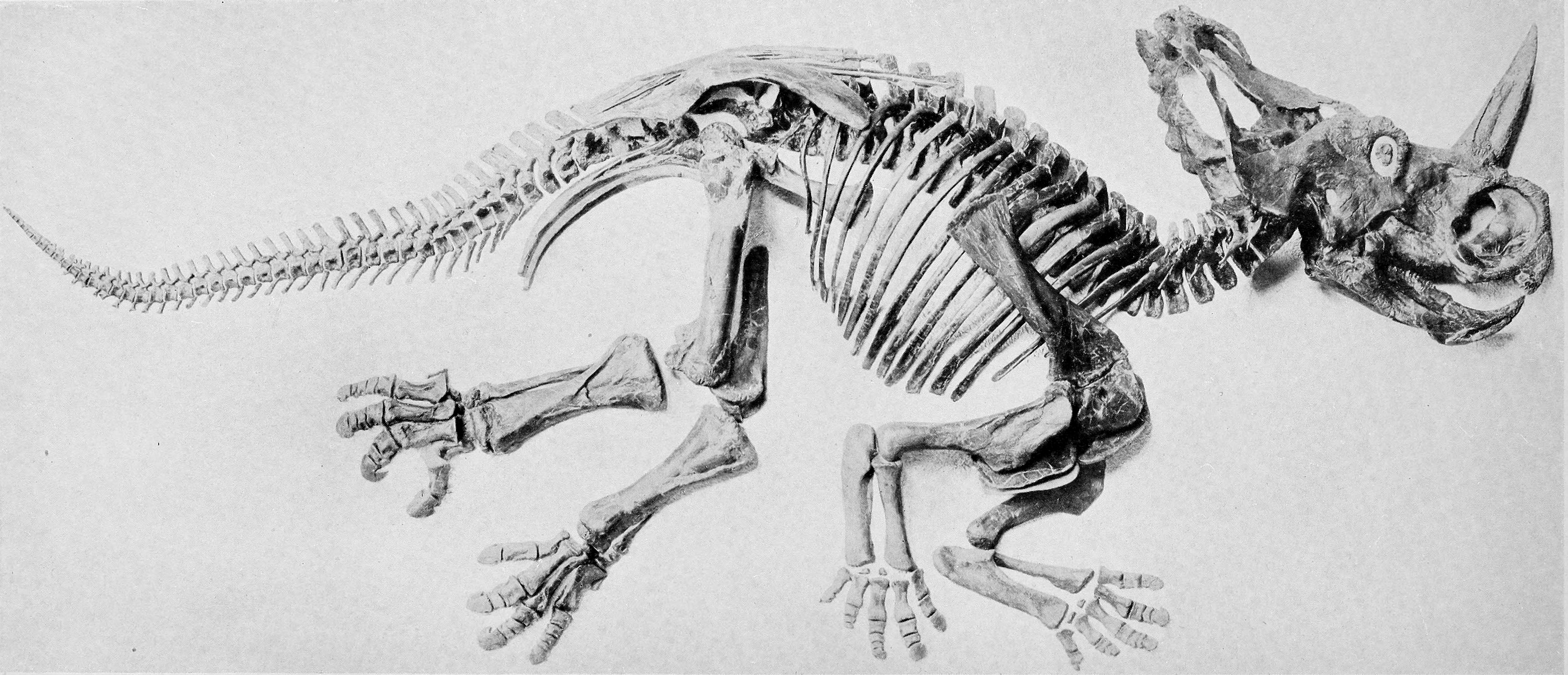
O esqueleto do Monoclonius nasicornus (material agora mais comumente classificado como Centrosaurus ou Styracosaurus)

Nos anos após o artigo de Cope de 1889, parece que houve uma tendência a descrever qualquer material ceratopsídeo dos leitos do rio Judith como Monoclonius. As primeiras espécies de dinossauro descritas do Canadá foram ceratopsianos, em 1902 por Lawrence Lambe, incluindo três novas espécies de Monoclonius baseadas em crânios fragmentários. Duas delas, Monoclonius belli e Monoclonius canadensis, foram vistas mais tarde como duas espécies dentro de gêneros separados: Chasmosaurus belli e Eoceratops canadensis. A terceira, Monoclonius dawsoni, cujo epíteto homenageava George Mercer Dawson, foi baseada em um crânio parcial, espécime NMC 1173. A esta espécie foi referido um parietal, espécime NMC 971. No entanto, em 1904, Lambe decidiu que este parietal representava uma espécie e gênero diferente que ele chamou de Centrosaurus apertus.
Com espécimes mais novos coletados por Charles H. Sternberg, tornou-se aceito que Centrosaurus era distintamente separado de Monoclonius, pelo menos por Lambe. Isso foi desafiado em um artigo de 1914 por Barnum Brown que revisou Monoclonius e Centrosaurus, descartando a maioria das espécies de Cope, deixando apenas M. crassus. Comparando os parietais de Monoclonius e Centrosaurus, ele concluiu que quaisquer diferenças foram causadas pelo fato de que o lectótipo M. crassus era o de um animal velho e danificado pela erosão. Isso significaria que os dois eram sinônimos, com o nome Monoclonius tendo prioridade. No mesmo artigo, ele nomeou outra espécie: Monoclonius flexus, "o curvo", com base no espécime AMNH 5239, um crânio encontrado em 1912 e apresentando um corno nasal curvado para frente. Em 1915, Lambe respondeu a Brown em outro artigo — a revisão da Ceratopsia na qual Lambe estabeleceu três famílias — transferindo M. dawsoni para Brachyceratops e M. sphenocerus para Styracosaurus. Isso deixou M. crassus, que ele considerou não diagnóstico, em grande parte devido aos seus danos e à falta de um corno nasal. Lambe encerrou o artigo referindo o M. flexus de Brown ao Centrosaurus apertus, a espécie-tipo do Centrosaurus. A próxima rodada caiu em 1917 para Brown em um artigo sobre centrossauríneos de Alberta, que, pela primeira vez, analisou um esqueleto completo de ceratopsiano, espécime AMNH 5351 encontrado por ele em 1914, que ele chamou de Monoclonius nasicornus ("com o corno nasal"). No mesmo artigo, ele descreveu outra espécie, Monoclonius cutleri, o epíteto em homenagem a William Edmund Cutler, com base no espécime AMNH 5427, um esqueleto sem cabeça com impressões de pele.
Ao longo dos próximos anos a questão teve idas e vindas, até que R.S. Lull publicou sua "Revision of the Ceratopsia", em 1933. Embora, ao contrário da monografia de 1907, tenha relativamente poucas ilustrações, tentou identificar e localizar todos os espécimes ceratopsianos então conhecidos. Lull descreveu outro espécime quase completo de Alberta: AMNH 5341, atualmente exibido como YPM 2015 no Museu Peabody de Yale de uma forma incomum: a metade esquerda mostra o esqueleto, mas o lado direito é uma reconstrução do animal vivo, e o referiu a um Monoclonius (Centrosaurus) flexus. Lull decidiu que Centrosaurus era um sinônimo júnior de Monoclonius, mas distinto o suficiente para merecer classificação subgenérica; ele, portanto, também criou um Monoclonius (Centrosaurus) apertus. Charles Mortram Sternberg, filho de Charles H. Sternberg, em 1938 estabeleceu firmemente a existência de formas do tipo Monoclonius em Alberta — nenhum outro espécime veio de Montana desde 1876 — e afirmou que as diferenças justificavam a separação dos dois gêneros. Os tipos Monoclonius eram mais raros e encontrados em horizontes anteriores do que os tipos Centrosaurus, aparentemente indicando que um seria ancestral do outro. Em 1940, C.M. Sternberg nomeou outra espécie: Monoclonius lowei. O nome específico homenageou seu assistente de campo Harold D'acre Robinson Lowe de Drumheller, que trabalhou seis temporadas de campo, durante o período de 1925-1937, com ele no sul de Alberta, com outros trabalhos em Manitoba e Saskatchewan. Ele criou outra combinação em 1949, renomeando Brachyceratops montanensis para Monoclonius montanensis, uma mudança que hoje não é mais aceita. Em 1964, Oskar Kuhn renomeou Centrosaurus longirostris para Monoclonius longirostris. Em 1987, Guy Leahy renomeou Styracosaurus albertensis para Monoclonius albertensis; em 1990, Thomas Lehman renomeou Avaceratops lammersi para Monoclonius lammersi.